# Metopia albifrons
Metopia albifrons är en tvåvingeart som först beskrevs av Carl von Linné 1761.  Metopia albifrons ingår i släktet Metopia och familjen köttflugor.
Artens utbredningsområde är Sverige. Inga underarter finns listade i Catalogue of Life.